# Бачка
Бачка је географски регион, административно подељен између Србије и Мађарске. Српски део Бачке је лоциран у Аутономној Покрајини Војводини, док је мађарски део Бачке укључен у мађарску жупанију Бач-Кишкун. Јужну и западну границу Бачке чини река Дунав, а источна граница је река Тиса.
На територији Војводине, Бачка је административно подељена на округе: Јужнобачки, Севернобачки и Западнобачки, док један мањи део регије припада Севернобанатском округу. Јужнобачки округ се мањим делом простире и у Срему.

## Име
Бачка је добила име по граду Бачу. Ово је типична словенска именска форма са суфиксом „ка“, коју су касније усвојили и Немци и Мађари.
Називи Бачке на другим језицима - мађарски: Bácska, буњевачки: Bačka, хрватски: Bačka, словачки: Báčka, русински: Бачка, немачки: Batschka.

## Историја
У Бачкој се налазе трагови насеља још из каменог доба, највише покрај Дунава и Тисе, а најважнија су код Гомбоша (Богојево), Апатина, Аде, Сенте и Титела. Има много трагова из бронзаног доба, као и трагова присуства разних народа: Илира, Келта, Дачана, Римљана, Сармата (Јазига), Хуна, Гепида, Словена, Авара, Бугара, Мађара итд. Први Индоевропљани су населили ово подручје у три миграциона таласа који су датирани у 4200. п. н. е., 3300. п. н. е. и 2800. п. н. е. Словени се у Бачкој први пут помињу у 6. веку.
- Антички индоевропски народи у Бачкој

### Средњи век
Прве словенске државе које су управљале Бачком биле су Бугарско царство и Велика Моравска. У деветом веку, Бачком је владао бугарски војвода Салан, а главни град његове војводине био је Тител.
После заузимања већег дела Панонског басена од стране Мађара, јављају се као становници Бачке, поред Словена, и Мађари, Печенези и други. Према једном мишљењу, мађарски владар, Стефан I (Вајк), основао је градове Бач и Бодрог, као главне градове истоимених жупанија у Угарској. Према другим изворима, Бач је постојао и пре досељења Мађара као словенско-аварски град и имао је име Багасин. Град Бодрог је добио име по Бодрићима, словенском племену које је становало у Бачкој. Између поменутих жупанија ишла је граница приближно данашњим каналом Дунав—Тиса—Дунав. Први жупан Бачке жупаније забележен 1074. године носио је име Вид, за које се мисли да је словенско.
Досељавање Срба са јужних српских политичких области почело је у већој мери у 15. веку за владавине угарског краља Жигмунда. У 15. и 16. веку, у Бачкој су имали поседе српски деспоти. Места која су била у поседу деспота су Апатин, Бач, Кулпин, Чуруг, Стари Бечеј, Петрово Село, итд.
- Војводство Салана, 9. век
- Бачка и Бодрошка жупанија 1370. године.
- Поседи српских деспота у Бачкој

### Нови век
У првој половини 16. века становништво Бачке је страдало приликом сељачке буне Ђерђа Доже 1514, а затим и приликом провала Турака Османлија.
Године 1526, након угарског војног пораза на Мохачу, Бачка је постала централни регион једне краткотрајне независне српске државе (постојала од 1526. до 1527. године), којом је владао самозвани српски цар, Јован Ненад. Престоница његове државе била је Суботица. После смрти Јована Ненада и његова држава је нестала, а Бачка за кратко време поново долази под угарску власт.
После пада Будима и Сегедина (1542), Бачка долази под турску (османлијску) власт односно постаје део Османског царства. Током османлијске управе, на територији Бачке је постојао Сегедински санџак, који је био подређен Будимском пашалуку. Бачка се делила у 6 нахија и то: бајску, суботичку, сегединску, сомборску, бачку и тителску. Поред Срба, који су били већинско становништво, у Бачкој је тада било и муслимана. Крајем 17. века, Бачка постаје део Хабзбуршке монархије. Године 1687. у Бачку се под вођством Доминика (Дуја) Марковића и Јура Видаковића насељавају Буњевци и то у околини Суботице, Сомбора и Баје. У то доба је Бачка у етничком смислу била скоро искључиво српска област, а овакво етничко обележје је имала и 1720, када од 3.456 пописаних домова налазимо само 166 мађарских и 25 немачких.
После завршетка турске владавине, српско становништво Бачке је много страдало у време Ракоцијевог устанка (1702—1704). Бачка је у оквиру Хабзбуршке монархије била административно подељена на цивилни (Бачка и Бодрошка жупанија) и војни део (Војна граница). Жупаније су биле административно подређене хабзбуршкој Угарској, док је Војна граница била директно подређена Бечу. После развојачења потиске војне границе (1751. године), ова подручја такође долазе под цивилну (жупанијску) власт. У саставу Војне границе остаје једино подручје Шајкашке, које је било организовано као Шајкашки батаљон (овај батаљон је формиран 1763. године). Од дела подручја некадашње Војне границе у Потисју, формиран је 1751. године коморски округ (од 1794. називан је Потиски крунски округ), а састојао се од места: Мартоноша, Старе Кањиже, Сенте, Аде, Петровог Села, Мола, Србобрана, Бачког Градишта, Турије и Старог Бечеја, као главног места. Услед развојачења потиске границе, Срби из Бачког Потисја су се у великим масама одселили у Русију (Нову Србију и Славеносрбију), Банат и каснију Шајкашку, тако да ти потиски крајеви губе српски етнички карактер. Уместо ових Срба, почиње масовно насељавање Мађара, Немаца, Словака, Русина и других народа на те територије. 1802. године спојене су бачка и бодрошка жупанија у јединствену Бачко-бодрошку жупанију. Током 1848. и 1849. године, Бачка је улазила у састав Српске Војводине и била је поприште крвавих борби између Срба и Мађара. 1849. године ушао је највећи део Бачке (изузев Шајкашке) у оквир Војводства Србије и Тамишког Баната. Када је укинуто ово војводство (1860. године), ове територије у Бачкој су поново устројене као Бачко-бодрошка жупанија. 1873. године припојено је подручје некадашњег Шајкашког батаљона овој жупанији.
- Српско царство Јована Ненада, 16. век
- Сегедински санџак, 16. век
- Границе Српске Војводине проглашене 1848.
- Војводство Србија и Тамишки Банат, 1849-1860.

### Након 1918. године
Након распада Хабзбуршке монархије (Аустроугарске) 1918. године, Бачка (као део покрајине Банат, Бачка и Барања) улази у састав Краљевине Србије, а потом и у састав Краљевства Срба, Хрвата и Словенаца. Пошто је Тријанонским споразумом из 1920. године било предвиђено да северни делови Бачке и Барање (који су тада били под управом Краљевства Срба, Хрвата и Словенаца) буду у саставу независне Мађарске, део локалног становништва ових територија незадовољан оваквим решењем прогласио је 1921. године на северу Барање и Бачке краткотрајну Барањско-бајску републику. Након пада ове републике, северни део Бачке долази под управу Мађарске. Између 1918. и 1922. године, Бачка је чинила део покрајине Банат, Бачка и Барања; између 1922. и 1929. је била подељена између Бачке и Београдске области, док је између 1929. и 1941. била део Дунавске бановине. Између 1941. и 1944. године Бачка се налазила под окупацијом Хортијеве Мађарске, а од 1944. године, део је Аутономне Покрајине Војводине у оквиру нове социјалистичке Југославије и (од 1945. године) социјалистичке Србије.
- Банат, Бачка и Барања, 1918.
- Бачка Област, 1922-1929.
- Дунавска бановина, 1931.

## Географија

### Геолошка грађа
Геолошка грађа Бачке је углавном представљена квартарним наслагама флувијалног и еолског порекла. У већим дубинама леже језерско–маринске наслаге.

### Рељеф
У Бачкој се издвајају следећи карактеристични рељефни облици:
- Суботичка пешчара или Бачка пешчара- простире се између Суботице и државне границе са Мађарском
- Бачка или Телечка лесна зараван - простире се јужно од Бачке пешчаре између Дунава, Тисе и бачких канала
- Тителски лесни плато или Тителски брег - налази се северно од састава Тисе и Дунава

Бачка представља низију са малим разликама у надморским висинама (Нови Сад на југу на 80 м, а Суботица на северу на 115 м апсолутне висине). То је најизразитија и најпространија равница у Србији. У рељефу Бачке издвајају се Суботичка или Бачка пешчара, Телечка лесна зараван, Тителски лесни плато, јужна бачка лесна тераса, тителска тераса, акумулативна тераса Дунава и алувијалне равни Дунава и Тисе.
Суботичка пешчара протеже се од Суботице до Баје, Сегедина и Пеште. Постала је крајем плеистоцена и почетком холоцена. Рашчлањена је на поједине делове који су одвојени лесним заравнима (зонама леса). Песак ове пешчаре није чист већ муљевит. Јован Цвијић је сматрао да порекло песка води од речних наслага Дунава и Тисе и од наслага језерских седимената. У рељефу ове пешчаре издвајају се четири морфолошка елемента: дине, међудинске утолеглице, издувине и долине. Дине су стабилизоване и имају правац пружања сз-ји. Понегде, у интерколинским удубљењима између дина, ветар је однео песак и оголио издан и дошло је до формирања еолских језера. Таква су Палићко, Лудошко, Слано итд.
Телечка лесна зараван захвата средишњи део северне Бачке. Нагнута је од севера ка југу. Њена површина засечена је долином Криваје која је дели на источни и западни део. У рељефу ове заравни издвајају се бројне утолеглице и лесне вртаче (пречника и до 450 m). Ови облици дају њеној површини таласаст изглед. На простору постанка ове заравни лес је таложен преко барске вегетације те је она при дну глиновита (акватична). У лесу постоје 2 смеђе зоне. Оне су откривене у Руди, Сивцу и између Сивца и Кљајићева. Према овоме, навејавање леса вршило се у три маха.
Тителски лесни плато има површину од 94 km² и правац пружања сз-ји (у том правцу је и нагнут). Дуга је 18 km а широка до 7,5 km. Изнад Тисе, са источне стране, диже се 60 m висок стрм одсек настао подсецањем и обурвавањем леса. На овом профилу запажа се 5 смеђих зона што значи да је плато стваран у току 6 фаза навејавања леса. Оваква моћност наслага настала је као последица сукобљавања источних и западних ветрова. На површини платоа и његове терасе има пуно вртача (26 по km²). Због тога се назива „богињавом”. Ово је последица високог % кречњачких материја у лесу (до 22%).
У јужној Бачкој, где у целом нашем делу Панонске низије имамо највећи континуални појас алувијалне равнице између Дунава и Тисе, висинске разлике нису веће од 25 м. Нагиб површине се уопште не запажа.
Ова недогледна равница настала је на тај начин што је Дунав првобитно текао од Сомбора попреко преко Бачке према Тиси код Бечеја. Дунав је односио лес при померању удесно, према раседу на северној страни Фрушке горе, која је зауставила померање реке ка југу.

### Клима
Степскоконтинентална клима Бачке показује знатна температурна колебања. Средње јулске температуре износе 22–23 °C, а средње јануарске температуре до минус 2 °C. На пример, Нови Сад (на 84 м апсолутне висине) има средњу јануарску температуру –0,1 °C, а средњу јулску температуру 23,0 °C. Сента лежи на истој надморској висини, а има средњу јануарску температуру –1,3 °C и средњу јулску температуру 22,8 °C. Јужни део Бачке је и лети и зими топлији. Бачка добија мало талога, Телечка 500–600 мм, а крајњи западни и јужни делови Бачке 600–700 мм талога годишње. Годишња количина падавина у Сенти износи 570 мм.

### Хидролошке одлике
У равној Бачкој, оскудној падавинама, развиле су се кратке реке, које притичу Дунаву односно Тиси. У Дунав утиче Мостонга, а у Тису Караш, Чик и Јегричка.
У северној Бачкој се налази неколико језера: Палићко, Лудошко, Крваво и Слано језеро, као и низ бара и мочвара смештених у утолеглицама на додиру песка и леса. Поред поменутих интерколинских језера, у Потисју и Подунављу има речних језера и бара. Речна језера испуњавају удубљења напуштених токова. У околини Сомбора су раније постојале многе баре (“крај са хиљаду језера”), које су регулацијом Мостонге исушене.
Поменута језера се налазе близу Суботице (према Тиси). Ова плитка језера постала су оголићавањем издани у међудубинским удубљењима са дном од вододржљивих стена. Због зарашћивања у приобалским деловима, ова еолска језера су претворена у мочваре. Крваво и Слано језеро већ сада представљају баре, а таква будућност очекује Палићко и Лудошко језеро.

### Педолошка структура
У педолошкој структури Бачке највећи значај заузима чернозем. Јужно од Суботице слој хумуса на чернозему достиже 70 cm, који уз дубоко орање, обезбеђује велике приносе жита. Покрај Тисе и Дунава пружају се ужи појасеви рецентног алувијалног наноса и ритских црница. Северно од Сомбора, између Хоргоша и Сенте, северно од Новог Сада и између Оџака и Апатина, јављају се слатине и слатинаста тла. У Суботичкој пешчари налази се чист хумусни песак.

### Вегетација
Природна вегетација Бачке је знатно измењена исушивањем ритова, преоравањем пашњака и култивисањем плодних површина. У Подунављу и Потисју има ливада, пашњака, шума и расту влажне културе. На лесним површинама и култивисаним пешчарским површинама расту траве са дугачким корењем. Слатинасте површине око Мостонге и живи песак на Суботичкој пешчари су под шумом. Палићко и Лудошко језеро су већим делом под мочварним биљкама. Ритски део Лудошког језера је сав под трском.

### Животињски свет
У Бачкој живе степске животиње. Лудошко језеро је позната орнитолошка станица разноврсног птичијег света. Палићко језеро је такође стециште интересантних птица мочварица. На Црној бари, код Бачког Моноштора, налази се највеће прибежиште црне роде и орла белорепана. Лудошко и Палићко језеро обилују рибом. Код Палића се налази највећи зоолошки врт Војводине са преко 500 разних животиња.

## Демографија
Према попису становништва из 2011. године, у српском делу Бачке живе : Срби (58%), Мађари (19%), Хрвати, Словаци, Буњевци, Русини, Роми и остали. У мађарском делу Бачке најбројнији су Мађари, а присутне су и буњевачка, немачка и српска мањина.

## Насеља
Нови Сад, Суботица и Сомбор имају статус града, такође су и седишта округа. Већина насеља је плански грађена (ушореног типа). Већа насеља српског дела Бачке су: Нови Сад (250.439), Суботица (97.910), Сомбор (47.623), Бачка Паланка (28.239), Врбас (24.112), Бечеј (23.895), Темерин (19.661), Сента (18.704), Футог (18.641), Кула (17.866), Ветерник (17.454), Апатин (17.411) и други. У мађарском делу Бачке, најзначајније насеље је град Баја (38.143).

## Привреда
Бачка, а нарочито њен јужни део, врло је плодна, и спада међу најплодније делове Европе. Становништво се бави у првом реду земљорадњом. Производе се све врсте житарица, а нарочито су чувени бачка пшеница и кукуруз. У мањим количинама култивишу се и остала жита. Пиринач успева око Руског Крстура и Савиног Села. Знатна је производња кудеље, шећерне репе, купуса и бостана. Веома је развијено вртларство, а значајно је и воћарство. Виноградарства има нешто око Суботице. Шума има нешто покрај Дунава, иначе је Бачка готово потпуно без шума и руда. Сточарство је све до краја 19. века било главно занимање становништва. Нарочито је знатно гајење коња, рогате марве крупног зуба, оваца и свиња. Бачки су коњи чувени у Европи, а најбоље се тимаре у кулској и бечејској општини. Има неколико државних ергела, а има и чувених приватних стаја са чувеним светским расама. Код рогате марве је више заступљена марва беле боје (подолска раса), нарочито у ритовима, као врло издржљива, док се у стајама држе западне, племенитије врсте. Свињогојство је веома важно. Знатно је заступљено гајење живине, рибарство, свиларство, лов. Највећи део становништва се традиционално бавио земљорадњом и сточарством, а у много мањој мери занатством, трговином и индустријом.
Од индустрије је значајна млинска, а важна је и индустрија кудеље, свиле и уопште текстилна индустрија. Исто тако значајна је лончарска, цементна, цигларска, пиварска, кожна, итд. Трговина је врло жива, нарочито пољопривредним производима, стоком и индустријским производима.
Бачка, као део »житнице Србије«, на Дунаву, између богатих и културних региона, са веома културним становништвом, најразноврснијом и најбогатијом индустријом, развијеним занатством и најгушћом железничком мрежом, са посебно живом индустријом и у широј околини Београда, — спада међу најважније регионе Србије и Војводине.

### Саобраћај и туризам
Главне саобраћајне магистрале у Бачкој су: асфалтни путеви Нови Сад - Србобран - Суботица, Нови Сад - Бачка Паланка, Нови Сад - Бечеј - Сента и пут Србобран - Сомбор - Апатин.
Сви Бачки градови су повезани железницом. Водећи градови Бачке имају велики промет путника.
Главне железничке магистрале углавном имају исте правце као асфалтни путеви. Дунав и Тиса су највећи речни пловни путеви. У Бачкој и целој Војводини ваздушни саобраћај није развијен.
Туризам се у Бачкој тек развија. Палићко језеро је најпосећенији природни туристички објекат. Градски туризам је добро развијен, а у новије време развија се ловни туризам.